# Verket för högskoleservice
Verket för högskoleservice (VHS), var en svensk myndighet som skapades 1992, och upphörde den 31 december 2012. Verksamheten togs därefter över av Universitets- och högskolerådet. VHS hade tre verksamhetsområden: Antagning, bedömning av utländska betyg och systemförvaltning. 
Verket samordnade all nationell antagning till de svenska högskolornas och universitetens programutbildningar – 2010 tog VHS emot 895 000 anmälningar från Sverige och utlandet. I dagsläget kommer 99 procent av anmälningarna in via webbplatserna Antagning.se och Universityadmissions.se. Det underliggande systemet för antagningen heter NyA (Nytt Antagningssystem för högskolan), används sedan 2007 och utvecklas av enheten för IT-stöd och systemutveckling (ITS) vid Umeå universitet.
VHS bedömde även utländska gymnasiebetyg kostnadsfritt och bistod med information om utländska skolsystem. Tjänsten var nödvändig för att högskolor, universitet och VHS skulle kunna göra korrekta bedömningar av de sökandes behörighet, men var även en uppskattad service för den som vill söka jobb i Sverige.
Verkets tredje verksamhetsområde var systemförvaltning. VHS var systemägare och teknisk förvaltare av studieadministrativa stödsystem som NyA, Ladok och Högskoleprovsanmälan.
VHS finansierades till nära 90 procent av avgifter från högskolor och universitet. Verket upprättade 1999 en nationell betygsdatabas där anslutna gymnasieskolor laddar upp elevernas (slut)betyg. VHS publicerade löpande statistik över sökande och antagna till högskoleutbildningar. 